# Lophocampa citrina
Lophocampa citrina là một loài bướm đêm thuộc phân họ Arctiinae, họ Erebidae.